# Cardano
Cardano (ADA) — блокчейн платформа, которую создали компания Input Output Hong Kong (IOHK) и Чарльз Хоскинсон, бывший соучредитель BitShares, Ethereum и Ethereum Classic. Система ориентирована на запуск смарт-контрактов, децентрализованных приложений, сайдчейнов и многопартийных вычислений. Внутренняя криптовалюта Cardano называется ADA. Платформа названа в честь Джероламо Кардано, а криптовалюта - в честь Ады Лавлейс.

## Платформа
Cardano пишется на языке Haskell, языке программирования с высокой степенью отказоустойчивости. Применённый протокол Proof-of-Stake Ouroboros предусматривает участие в голосовании всех держателей криптовалюты. Он похож на новый протокол Ethereum Casper, но, по заявлению создателей Ouroboros, является единственным алгоритмом консенсуса, безопасность которого можно доказать с помощью математики.
Криптовалюта Cardano использует свой собственный блокчейн, называемый Cardano Settlement Layer (CSL). CSL — это слой распределённого реестра транзакций для поддержки операций с криптовалютными кошельками. Второй слой, называемый Cardano Computation Layer (CCL) будет поддерживать смарт-контракты и децентрализованные приложения. Такая многоуровневая архитектура позволяет упростить обновления протокола.
Финансовые государственные регуляторы обычно скептически относятся к использованию анонимных криптовалют в традиционной финансовой системе. Для преодоления этого, платформа Cardano опционально может включать в блокчейн метаданные, защищенные криптографическим методом, что позволит взаимодействовать с внешними регуляторами, сохранив в достаточной степени конфиденциальность владельцев криптовалюты.

## Майнинг
Майнинг при использовании PoS основан на анализе количества криптовалюты, вместо гонки вычислительного оборудования. Консенсус достигается путём общего голосования держателей криптовалюты Cardano, которые выбирают лидеров слота с учётом доли каждого, кто имеет Cardano. В начале апреля 2021 года компания Input Output Global (IOG) сообщила, что сеть Cardano теперь полностью децентрализована и что за всё производство блоков в сети Cardano теперь ответственны исключительно операторы пула долей.

## История
В 2014 году один из программистов команды Ethereum Чарльз Хоскинсон, покинул проект и вместе со своим партнёром Джереми Вудом основал компанию IOHK, под эгидой которой началась создаваться платформа Cardano.
Криптовалюту Cardano запустили 29 сентября 2017 года в Японии.
Весной 2018 года Чарльз Хоскинсон объявил о подписании меморандума о взаимопонимании с Министерством науки и технологий Эфиопии для изучения возможностей обучения эфиопских разработчиков блокчейнов и использования Cardano в индустриальном секторе. 
В начале апреля 2021 года он сообщил об успешном прохождении согласований для подписания с правительством Эфиопии официального договора о сотрудничестве, в том числе и в использовании блокчейн Cardano при создании новой электронной системы идентификации граждан. 
В феврале 2021 года компания FD7 Ventures объявила об открытии в Бангалоре (Индия) нового офиса для размещения целевого микрофонда FD7 на сумму 250 млн долларов, нацеленного на инвестиции в команды, разрабатывающие проекты на базе блокчейнов Cardano и Polkadot.
В 2021 году Хоскинсон начал работать с ди-джеем электронной танцевальной музыки Полом Окенфолдом, чтобы выпустить полноформатный альбом на блокчейне Cardano; альбом называется Zombie Lobster.